# Moritz Wiggers

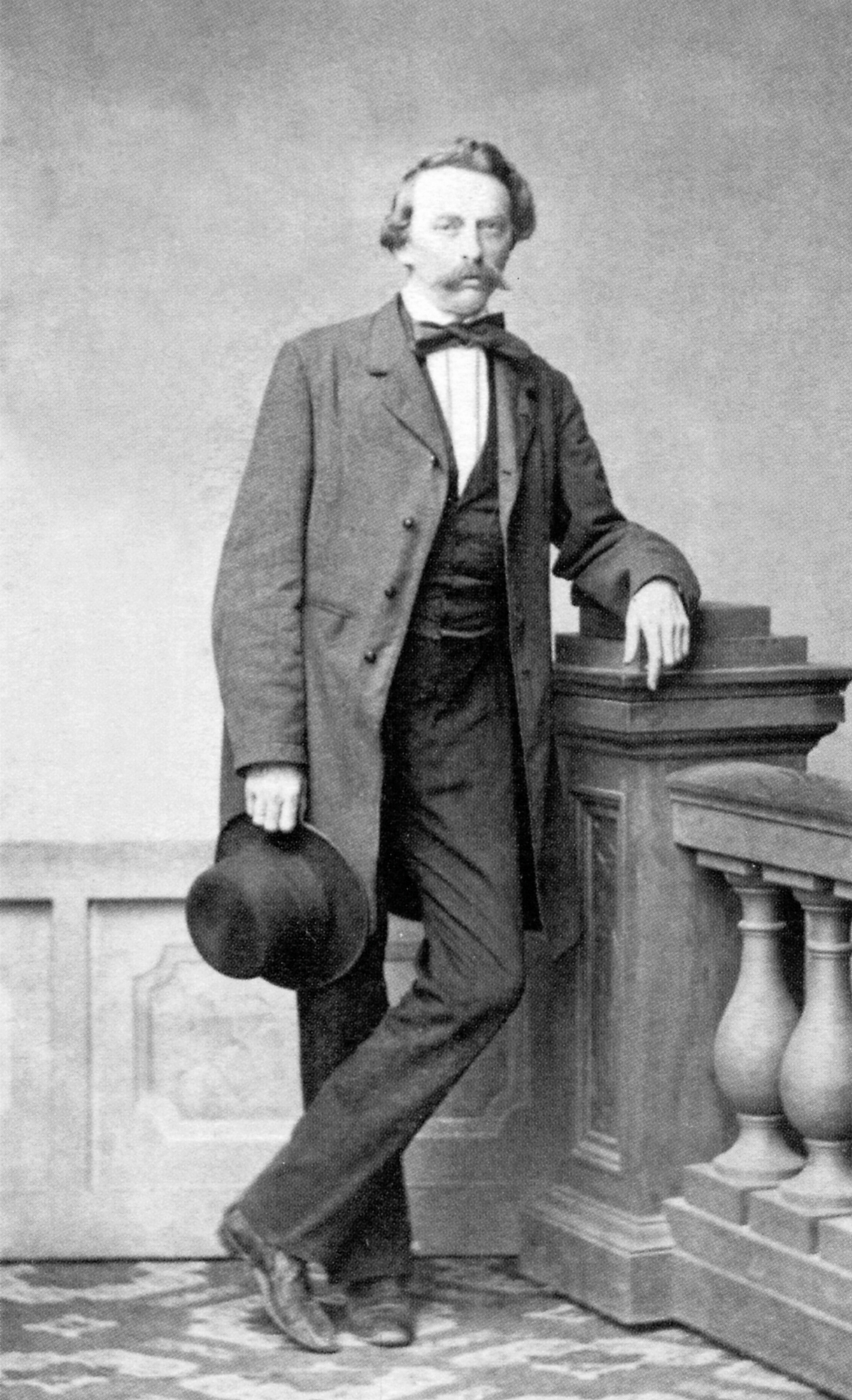
Moritz Wiggers

Moritz Carl Georg Wiggers (* 17. Oktober 1816 in Rostock; † 30. Juli 1894 ebenda) war ein deutscher Jurist und Politiker.

## Leben
Moritz Wiggers war der jüngere von zwei Söhnen des Theologen, Hochschullehrers und Rektors der Universität Rostock, Gustav Friedrich Wiggers und dessen Ehefrau Wilhelmine Henriette, geb. Wolff (* 13. September 1789; † 30. September 1860). Sein älterer Bruder war der Theologe, Politiker und Schriftsteller Julius Wiggers.
Moritz Wiggers studierte an der Ruprecht-Karls-Universität Heidelberg und der Georg-August-Universität Göttingen Rechtswissenschaft und Politikwissenschaft. Ab Oktober 1835 studierte er Philosophie an der Universität Rostock. Er schloss sich den Corps Vandalia Rostock (1836), Hanseatia Rostock (1837) und dem Guestphalia Heidelberg (1837) an. Nach erfolgreichem Abschluss ließ er sich 1843 als Rechtsanwalt und Notar in seiner Heimatstadt nieder.
Seit seinem Studium politisch interessiert und engagiert, wurde er bald eines der führenden Mitglieder des Demokratischen Preßvereins Rostocks. Die Deutsche Revolution 1848/1849 brachte es mit sich, dass Wiggers am 3. November 1848 zum Präsidenten der konstituierenden  Mecklenburgischen Abgeordnetenversammlung gewählt wurde. Sie war das erste demokratisch gewählte Parlament in der Geschichte Mecklenburgs, mit dem der Landesteil Mecklenburg-Schwerin für zwei Jahre ein moderner Verfassungsstaat wurde. Wiggers vertrat den Wahlkreis Mecklenburg-Schwerin 10.
Als der Revolutionär Carl Schurz in der Nacht zum 7. November 1850 in einer Aufsehen erregenden Aktion den Theologen Gottfried Kinkel aus dem Gefängnis in Spandau bei Berlin befreite und beide mit Unterstützung der mecklenburgischen Demokraten über Warnemünde nach Großbritannien flohen, gehörte Wiggers zu den maßgeblichen Fluchthelfern. Er wurde deswegen später als Mittäter angeklagt, aber von allen Vorwürfen freigesprochen.
Wiggers, der damit endgültig auf der schwarzen Liste der Reaktion stand, wurde 1853 mit seinem Bruder Julius in den Rostocker Hochverratsprozess verwickelt. Wegen dieser Vorwürfe saß Wiggers zwischen 1. Mai 1853 und 9. Januar 1857 im Gefängnis Bützow in Untersuchungshaft. Der Prozess endete mit einer Verurteilung zu drei Jahren Haft, die er in der Landesstrafanstalt Dreibergen verbüßte. Großherzog Friedrich Franz II. begnadigte ihn mit Wirkung vom 24. Oktober 1857; in seinen Beruf zurückzukehren, wurde ihm aber auf Lebenszeit verwehrt. Wiggers ließ sich deshalb wie sein Bruder Julius Wiggers in Rostock als Schriftsteller nieder. In dieser Zeit war er auch an der Gründung des Zentralvereins für Hebung der deutschen Fluß- und Kanalschiffahrt beteiligt. Der Deutsche Nationalverein fand in Wiggers einen eifrigen Mitarbeiter und Berater. Mit dem „Gesetz betreffend die Gleichberechtigung der Konfessionen in bürgerlicher und staatsbürgerlicher Beziehung“, das im Juli 1869 von Otto von Bismarck unterzeichnet wurde, erwirkte Wiggers die Gleichstellung der Juden. Bei der Reichstagswahl im Februar 1867 für den Norddeutschen Bund wurde er für den Wahlkreis Luisenstadt diesseits des Kanals, Neu-Cölln ins Parlament gewählt. 
Im Reichstag (Norddeutscher Bund) und – von der Reichstagswahl 1871 bis zur Reichstagswahl 1881 – im Reichstag (Deutsches Kaiserreich) vertrat Wiggers die Deutsche Fortschrittspartei. Gewählt wurde er 1867 im Wahlkreis Berlin 3, ab 1871 im Reichstagswahlkreis Großherzogtum Mecklenburg-Schwerin 3 (Parchim–Ludwigslust).

## Schriften (Auswahl)
- (mit Julius Wiggers): Geschichte der drei Mecklenburgischen Landesklöster Dobbertin, Malchow und Ribnitz. Rostock 1848.[8]
- Die mecklenburgische Steuerreform. 1861.
- Zwei Vorträge über die agrarischen Zustände in Mecklenburg-Schwerin. Leipzig 1861.[9]
- Preußen und der Zollverein. 1862.
- Der Vernichtungskampf wider die Bauern in Mecklenburg. Zur Geschichte des Junkerthums in Deutschland und zum Verständnis seiner Politik. Leipzig 1864.[10]
- Die Finanzverhältnisse des Großherzogtums Mecklenburg-Schwerin. 1866.